# Рифеца (Бари)
Рифеца (итал. Rifezza) је насеље у Италији у округу Бари, региону Апулија.
Према процени из 2011. у насељу је живело 9 становника. Насеље се налази на надморској висини од 371 м.